# North of South
North of South es un proyecto de música metal del multiinstrumentista español Chechu Nos. Fundado oficialmente en 2017, su actividad está enfocada hacia la publicación de discos en estudio, sin que, hasta el momento, haya llevado a cabo actuaciones en directo.
La fusión y la mezcla de estilos es una de las principales señas de identidad de North of South, un proyecto en el que también están muy presentes las referencias a la música hispana y latina, así como a la lengua española.
Estilísticamente, North of South practica un Metal Progresivo misceláneo y heterogéneo en el que se conjugan influencias de otros géneros, como el Jazz Melódico, el Pop, el Death Metal melódico, la Música Latina y el Flamenco.
A pesar de su carácter individual, otro de los elementos distintivos de este proyecto musical es la frecuente aparición de artistas invitados y colaboradores en sus diferentes trabajos discográficos. Entre ellos, figuran Kobi Farhi (Orphaned Land), Anna Murphy (Cellar Darling, ex Eluveitie), Zuberoa Aznárez (Diabulus in Musica) y Tom S. Englund (Evergrey).
Tras la publicación de su álbum de debut, "New Latitudes" (2018, Rockshots Records), y de un posterior EP de ocho canciones, "The Dogma and The Outsider" (2019, Wormholedeath), North of South presentó su nuevo single, "Soul Cartography", el 21 de mayo de 2021. Esta canción cuenta con la colaboración, en las voces limpias, del cantante sueco Tom S. Englund, líder y miembro fundador de la banda Evergrey. Asimismo, anunció la próxima publicación de su segundo disco, "The Tides In Our Veins", cuyo lanzamiento está previsto para el 25 de junio de 2021.
El 11 de junio de 2021 North of South lanzó un nuevo sencillo titulado "Just Fourteen Seconds" en el que Chechu Nos comparte tareas vocales con el cantante griego Sakis Tolis, miembro fundador de la banda pionera del Black Metal europeo Rotting Christ. La canción, en la que se combinan elementos del Black y el Death Metal con un pasaje inspirado en el Flamenco, también cuenta con la participación del cantaor Javier Caminero.

## Discografía

### Álbumes de estudio
- "New Latitudes" (2018)

### Eps
- "The Dogma and The Outsider" (2019)

### Sencillos
- "The Human Equation" (2018)
- "Nobody Knows" (2018)
- "Ember Remains" (con Kobi Farhi) (2019)
- "We Refused To Hear Them (It's Our Song)" (con Anna Murphy) (2019)
- "Soul Cartography" (con Tom S. Englund) (2021)
- "Just Fourteen Seconds" (con Sakis Tolis y Javier Caminero) (2021)